# Luca de Meo

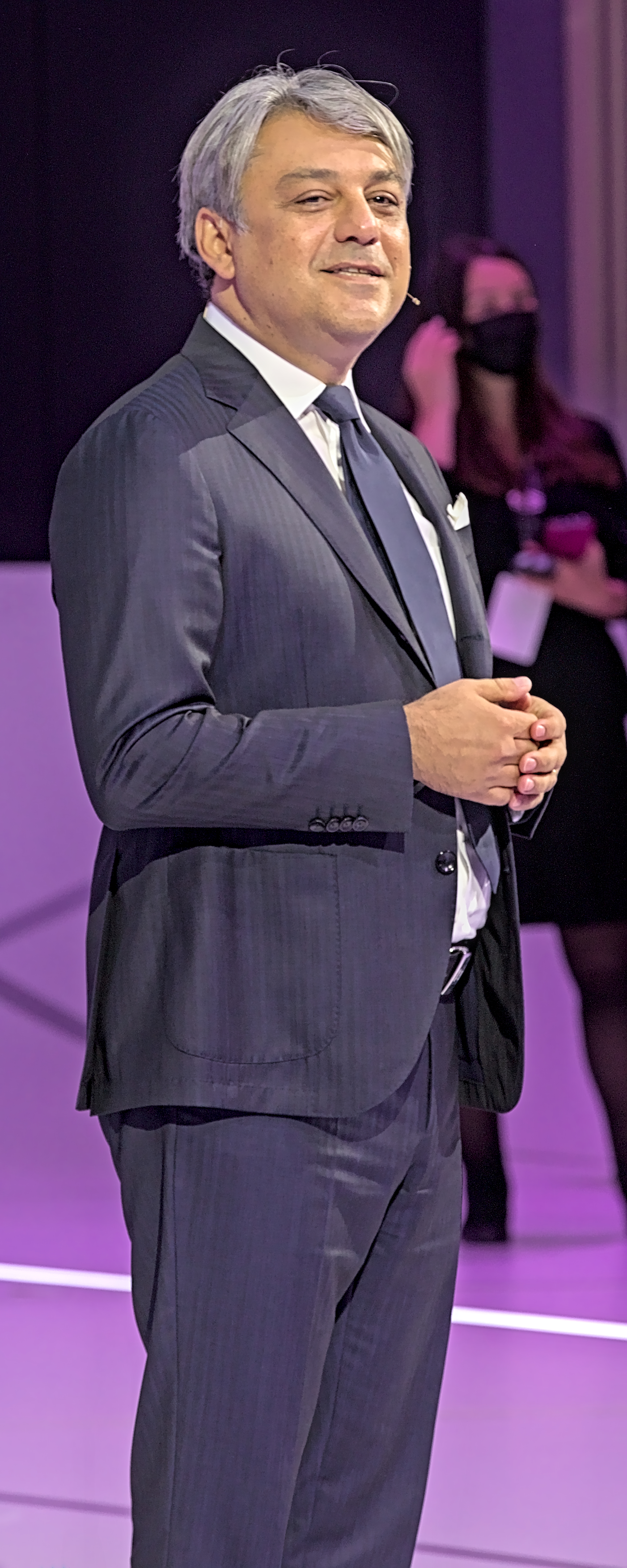
Luca de Meo auf der IAA 2021

Luca De Meo (* 13. Juni 1967 in Mailand) ist ein italienischer Manager. Luca de Meo ist seit 2020 Geschäftsführer (CEO) von Renault. Am 15. Juni 2025 erklärte er seinen Rücktritt per 15. Juli 2025 von diesem Posten, um sich Projekten außerhalb der Autobranche zu widmen.

## Leben
Luca De Meo absolvierte das Studium der Betriebswirtschaft an der Università Commerciale Luigi Bocconi in Mailand. Seine Doktorarbeit behandelte die Wirtschaftsethik und war eine der ersten Dissertationen dieses Themenbereiches in Italien. 2017 wurde er für die Verkörperung der universitären Werte Professionalität, Initiative, Integrität, Verantwortungsbewusstsein und Offenheit gegenüber Pluralismus zum Bocconi-Absolventen des Jahres gewählt.
De Meo begann seine Karriere bei Renault, bevor er zu Toyota Europe und anschließend zum Fiat-Konzern wechselte. Dort leitete er die Geschäftsbereiche Lancia, Fiat und Alfa Romeo, war der CEO von Abarth und Marketingchef des Gesamtkonzerns. 2009 wechselte De Meo zum Volkswagen-Konzern, wo er zunächst die Position des Marketingleiters der Marke Volkswagen und des Volkswagen-Konzerns innehatte, gefolgt als Vorstandsmitglied für Marketing und Vertrieb bei Audi. Ab November 2015 war er CEO von Seat. Seit dem 1. Juli 2020 ist er CEO von Renault. Am 15. Juni 2025 kündigte De Meo an, von der Spitze der Renault Group zurückzutreten und dafür François-Henri Pinault von dessen Posten als CEO des börsennotierten Unternehmens Kering abzulösen.
Er spricht Italienisch, Englisch, Französisch, Deutsch und Spanisch und unterrichtete als Teaching Fellow an der SDA Bocconi Managementschule.

## Auszeichnungen
Die Italienische Republik honorierte Luca De Meo mit dem Verdienstorden „Commendatore“. Die Universität Harvard widmete ihm 2013 eine Fallstudie für seine Tätigkeit als Marketingleiter im Volkswagen-Konzern.

## Schriften
- Da 0 a 500: storie vissute, idee e consigli da uno dei manager più dinamici della nuova generazione. Marsilio, Venezia 2010, ISBN 978-88-317-0732-9.